# Estrid

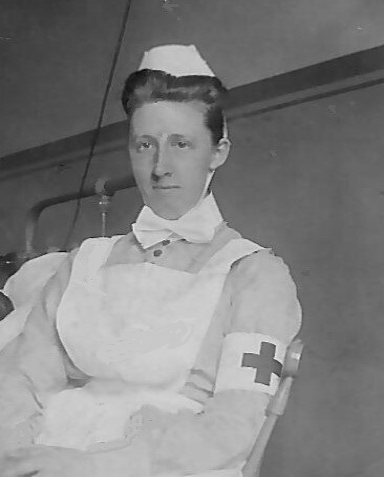
Estrid Rodhe cirka 1899.

Estrid är ett kvinnonamn och en östnordisk variant av Astrid. Namnet förekommer bl.a. på runstenar, t.ex. denna sten i Snottsta, Uppland: "Inga lät resa dessa stenar efter Ragnfast, sin man. Han var broder till Gyrid och Estrid". Det var på 1800-talet vanligare än namnformen Astrid.[källa behövs]
Den 31 december 2014 fanns det totalt 1 033 kvinnor folkbokförda i Sverige med namnet Estrid, varav 483 bar det som tilltalsnamn.
Estrid saknar numera namnsdag i Sverige, men de första åren på 1900-talet fanns namnet på 27 november varefter det 1907 byttes till Astrid efter prinsessan Astrid av Sverige. 1986-2000 hade hon namnsdag tillsammans med Ester den 31 mars. I den finlandssvenska namnsdagslängden har Estrid namnsdag 27 november tillsammans med Astrid sedan starten 1929, då en egen namnsdagskalender togs i bruk för finlandssvenskar.

## Personer med namnet Estrid
- Estrid av obotriterna, svensk drottninggemål till kung Olof Skötkonung
- Estrid Bjørnsdotter, norsk drottninggemål till Magnus Erlingsson
- Estrid Ericson, svensk affärskvinna
- Estrid Hein, dansk läkare och kvinnorättskämpe
- Estrid Hesse, svensk skådespelare
- Estrid Rodhe, svensk sjuksköterska och skribent
- Estrid Sigfastsdotter, runstensresare från Uppland
- Estrid Svensdotter av Danmark, dansk prinsessa och släktgrundare (Estridska ätten)